# 5-Star Hotel and Retail Complex in Sanya Phoenix Island
Le 5-Star Hotel and Retail Complex in Sanya Phoenix Island est un gratte-ciel en projet à Sanya en Chine sur la Phoenix Island. Il s'élèvera à 208 mètres. 